# Louis Laurie
Louis Laurie   (Cleveland, 19 de novembre de 1917 - Beachwood, 26 de desembre de 2002) va ser un boxejador estatunidenc que va competir durant les dècades de 1930 i 1940.
El 1936 va prendre part en els Jocs Olímpics d'Estiu de Berlín, on guanyà la medalla de bronze de la categoria del pes mosca del programa de boxa. Va perdre en semifinals contra l'italià Gavino Matta, mentre en el combat pel bronze superà a l'argentí Alfredo Carlomagno.
Entre 1937 i 1941 va tenir una breu i poc exitosa carrera professional, amb un balanç final de 29 combats disputats, dels quals en guanyà 16, en perdé 11 i dos foren declarats nuls.  El 1984 va ser inclòs al Greater Cleveland Sports Hall of Fame i el 1988 al Ohio State Boxing Hall of Fame.